# 袁瑞昌
瑞昌（19世纪？—1900年），袁佳氏，清朝汉军正白旗人，明朝末年蓟辽督师袁崇焕七世孙，寿山的族孙。其祖先雖然為漢人，本姓袁氏，但已加入八旗，深受滿族文化影響，故不稱姓氏，而且在世時姓氏已滿化為袁佳。
瑞昌曾担任黑龙江北路营官。光绪二十六年（1900年）八国联军之役时，俄罗斯帝国乘机出兵入侵中国东三省。瑞昌跟随爱珲副都统凤翔御敌北路，充营官。瑞昌和北路统领崇玉，营官德春，西路统领保全，东路营官保林，一起战殁于黑河之役。